# Sju och en halv
Sju och en halv är ett italienskt kortspel som är besläktat med tjugoett och Black Jack. Till spelet används en traditionell italiensk kortlek med 40 kort, eller en vanlig fransk-engelsk kortlek, där 8:or, 9:or och 10:or tagits bort. 
Spelet går ut på att med ett eller flera kort uppnå poängvärdet 7,5 eller komma så nära som möjligt utan att överskrida detta tal. Essen är värda 1 poäng och nummerkorten lika många poäng som valören. Kungar, damer och knektar är värda 0,5 poäng, med undantag för ruter kung som kan ges vilket värde som helst.
Efter att insatserna gjorts får alla spelarna ett kort var. Varje spelare tittar på sitt kort och har att välja på att förklara sig nöjd eller begära ytterligare kort. Den spelare som är giv betalar tillbaka ett lika stort belopp som insatsen till de spelare som har bättre kort än given, och inkasserar insatsen från de spelare som har sämre. En spelare som uppnått 7,5 poäng på bara två kort vinner tillbaka dubbla insatsen.

## Variant
Tio och en halv är en holländsk motsvarighet till sju och en halv. En standardkortlek med 52 kort används, och målet är att komma så nära 10,5 poäng som möjligt utan att överskrida detta tal.